# Godageri, Khanapur
Godageri là một làng thuộc tehsil Khanapur, huyện Belgaum, bang Karnataka, Ấn Độ.